# Dumpningen av farligt avfall i Elfenbenskusten 2006
Dumpningen av giftigt avfall i Elfenbenskusten 2006 var en hälso- och miljökris i Elfenbenskusten efter att ett fartyg registrerat i Panama, Probo Koala, chartrat av det Singapore-baserade olje- och råvarubolaget Trafigura, lossade giftigt avfall till ett undermåligt ivorianskt avfallshanteringsföretag som sedermera dumpade det på öppna soptippar i Abidjan. Den lokala entreprenören, ett företag vid namn Tommy, dumpade avfallet på 12 till 18 platser i, och runt, staden i augusti 2006. Den illegala dumpningen som skedde under en instabil tid i landet efter dess första inbördeskrig, ledde till minst 15 personers död och att fler än 100 000 personer sökte sjukhusvård för exponerings- och förgiftningssymptom. Dagarna efter dumpningen besöt premiärminister Charles Konan Banny att öppna upp sjukhusen för gratis vård till huvudstadens drabbade invånare.

## Bakgrunden
Trafigura planerade ursprungligen att göra sig av med det farliga avfallet, slops, som var ett resultat av rengöring av cookerbensin och fartygets tankar, totalt 500 ton av en blandning av kolväten, kaustiksoda och svavelväte i Amsterdams hamn, Nederländerna. Trafigura ville dock inte betala det nederländska företaget Amsterdam Port Services (APS) för processerandet efter att APS höjde avgiften från 27 euro till 1 000 euro per kubikmeter. Probo Koala avvisades senare av flera andra länder innan det farliga avfallet till slut lossades i Abidjan, där det helt nyligen startade företaget Compagnie Tommy tog emot det för 37 euro per kubikmeter. Efter provtagningar i Elfenbenskusten så kunde en nederländsk undersökning i slutet av 2006 bekräfta sammansättningen av avfallet.
Trafigura förnekade att något avfall transporterades från Nederländerna och sa att slopen endast innehöll små mängder svavelväte och att företaget inte visste att slopen skulle kasseras på ett felaktigt sätt. Efter att två anställda av Trafigura reste till Elfenbenskusten för att bistå utredningen arresterades, misstänkta för delaktighet i dumpningen, betalade företaget 2007 198 miljoner dollar till den ivorianska regeringen, för sanering, efter en förlikning där de inte erkände någon skuld. Protester och sedermera avgångar av ivorianska regeringstjänstemän följde efter förlikningen.

## Rättsprocess
2008 inleddes en civilrättslig process i London där nästan 30 000 ivorianer krävde ersättning av Trafigura. 2009 meddelade Trafigura att de skulle stämma BBC för förtal efter att deras program Newsnight påstod att företaget medvetet hade försökt dölja sin roll i händelsen men senare samma år publicerade The Guardian interna e-postmeddelanden från Trafigura som visade att de ansvariga mycket väl visste hur farliga de dumpade kemikalierna var. Trafigura gick med på en förlikning på 30 miljoner pund för att undvika den grupptalan som anfördes mot dem. Advokatfirman Leigh Day som representerade de ivorianska kärandena, befanns skyldig till vårdslöshet efter att 6 miljoner pund av förlikningsmedlen förskingrats.